# Semo La
Der Semo La (chinesisch 桑木拉) ist ein 5.565 Meter hoher Gebirgspass im Tibet. Er liegt in einer extrem dünn besiedelten aber verkehrstechnisch gut erschlossenen und durch viele Seen, Flüsse und Geysire (Tagejia oder „Heiße Quellen des Königstigers“) geprägten Landschaft im Transhimalaja. Auf Grund einer in unserem Sprachgebrauch vorkommenden Namensgleichheit eines anderen Passes (La) wird er von den Tibetern auch Sarmo La genannt.
Er gilt als höchster befahrbarer Pass der Erde und liegt auf der Kailash-Nord-Route, die etwa 10 km westlich von Raka von der F219 nach Norden abzweigt. Die 421 km bis Coqên sind zweispurig und für diese Höhe sehr gut asphaltiert.